# Baronía de Arenoso
La Baronía de Arenoso fue un feudo que comprendía los castillos de Arenoso y la Puebla de Arenoso, teniendo unos límites que se correspondían aproximadamente a los actuales municipios de la Puebla de Arenoso, Villahermosa, El Castillo de Villamalefa, Zucaina, Ludiente, Toga, Espadilla, Vallat y Torrechiva (Alto Mijares), en el año 1488.
Fue concedido en 1242 a Eximén Pérez de Tarazona por la boda de su hijo Blasco Eximénez de Arenoso con la hija de Zayd Abu Zayd. En 1355 la baronía se integró en el Ducado de Gandía mediante el matrimonio entre Violante de Arenoso y Cornel con Alfonso de Aragón y Foix, primer duque de Gandía. En 1464 la confiscó el rey Juan II de Aragón. La baronía formó parte del Ducado de Villahermosa concedido por el mismo rey a su hijo Alfonso.